# Lattanzio Gambara
Lattanzio Gambara (Brescia v. 1530 - 18 mars 1574) est un peintre italien maniériste du XVIe siècle.

## Biographie
Lattanzio Gambara a été dès l'âge de 15 ans en apprentissage auprès de Giulio Campi à Crémone. En 1549 il travailla aux côtés de Girolamo Romanino, qui est devenu ensuite son beau-père.
L'artiste retourna à Brescia afin de travailler avec Romanino à une série de fresques (perdues) de Sant'Eufemia et de San Lorenzo. Il a peint des retables pour l'abbaye Saint-Benoît à Polirone et a également décoré le Palais de Mayo de Cadignano (Lama Mocogno), en collaboration avec Giulio et Antonio Campi).
En 1565, il a travaillé brièvement à Venise.
En 1566, Gambara a achevé le cycle de fresques de l'église paroissiale de Santo Stefano à Vimercate, avec La Vie du saint dans la partie inférieure de l'abside, et Dieu le Père, le Christ, la Vierge et les Anges dans le demi-dôme.
Dans la période 1567-1573, il a achevé son chef-d'œuvre, les fresques de la nef de la cathédrale de Parme, en collaboration avec Bernardino Gatti.
Au cours des dernières années de sa vie, après la décoration du tambour de la coupole de Santa Maria della Steccata à Parme, Gambara a exécuté plusieurs autres fresques dans les palais de Brescia et de Parme, dont une Déposition  pour l'église de San Pietro al Po à Crémone (1568).
Il est mort accidentellement avant d'avoir terminé les fresques de la coupole de S. Lorenzo à Brescia, en tombant d'un échafaudage.
Giovita Brescianino a été un de ses élèves.

## Œuvres
- Santa Barbara (1558) (retable), église Santa Maria in Silva, Crémone.
- Fresques, Villa Cantarini,Asolo.
- Histoire de l'Apocalypse (1561), cycle de fresques de la Loggia civique de Brescia (détruites lors des bombardements américains de 1944).
- Fresques (perdues) de l'église Sant'Eufemia et San Lorenzo, Brescia.
- Retables[1], abbaye San Benedetto in Polirone.
- Fresques mythologiques (v. 1565), Palazzo Maggi in Cadignano (Verolanuova).
- Nativité, église  San Faustino, Brescia[2].
- Vie du Saint et Dieu le Père, le Christ, la Vierge et les anges (v. 1566-1570) , fresques, Santo Stefano in Vimercate,
- Fresques, Cathédrale de Parme (1568-1573), (en collaboration avec Bernardino Gatti).
- Décoration de la coupole, Santa Maria della Steccata, Parme.
- Déposition (1568), San Pietro al Po, Crémone.
- Fresques de la coupole, San Lorenzo, Brescia.
- Fresques, abbaye à Rodengo.
- Fresques maisons Avogadro (v. 1555), Brescia.
- Fresques mythologiques (1556), maisons du Gambero, Brescia.

## Sources
- (en) Cet article est partiellement ou en totalité issu de l’article de Wikipédia en anglais intitulé « Giovita Brescianino » (voir la liste des auteurs).